# Colegio St. Blasien
El Colegio St. Blasien es un establecimiento educacional  católico dirigido por la Compañía de Jesús en la Selva Negra, concretamente en St. Blasien, Baden-Wurtemberg (Alemania). 

## Historia
Fue fundado en 1596 en Friburgo (Suiza) por Pedro Canisio. En 1856 se trasladó a Feldkirch (Austria), y, finalmente, en 1934 a St. Blasien (Alemania).

## Internado

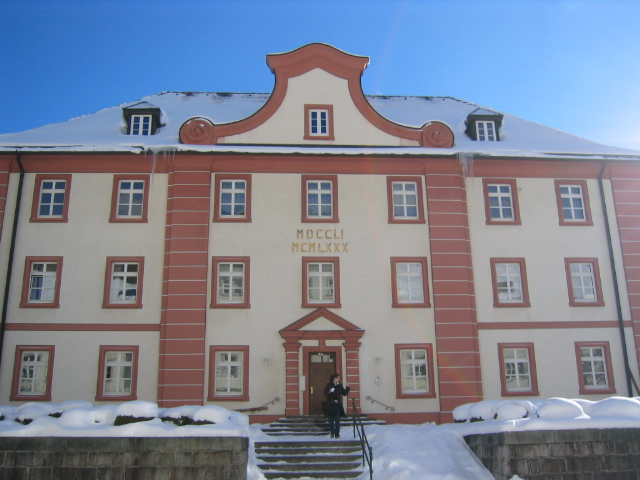
Casa de Alois Grimm en el St. Blasien College.

El colegio incluye un internado que acoge unos 250 alumnos de toda Alemania y de varios países extranjeros. Deben elegir al menos dos actividades paraescolares de entre una oferta de más de 50, entre las que se incluyen actividades musicales (banda, orquesta, coro), artísticas (teatro, pintura, etc.), de comunicación (periódico colegial, televisión colegial, etc.), religiosas (monaguillos, servicio social, etc.) y deportivas (más de una docena de deportes).